# Janja (rzeka)
Janja (serb. Јања) – rzeka w Bośni i Hercegowinie, dopływ Driny. Jej długość wynosi 59,2 km.
Przepływa przez region Semberija, m.in. przez miasto Janja.